# Эвгленозои
Эвгленозои (лат. Euglenozoa) — тип одноклеточных протистов. Включает разнообразные свободноживущие виды, а также ряд паразитов, в том числе вызывающих болезни человека. Размер обычно 15—40 мкм, однако некоторые виды эвглен достигают 500 мкм в длину. Группа состоит в основном из монофилетических таксонов.

## Классификация
На февраль 2020 года в тип включают 5 классов:
- Diplonemea
- Euglenoidea — Эвгленовые
- Kinetoplastea — Кинетопластиды
- Peranemea
- Postgaardea

Род Calkinsia, ранее не входивший ни в один из классов, включён в семейство Euglenaceae, род Postgaardi выделен в класс Postgaardea.